# Jaburuna
Jaburuna é um bairro localizado no município de Vila Velha, Espírito Santo, Brasil.